# Niski Zamek we Lwowie
Niski Zamek we Lwowie – jeden z dwóch zamków we Lwowie zbudowanych w XIV wieku przez króla Kazimierza Wielkiego. Pełnił rolę siedziby przedstawiciela władzy królewskiej w mieście, podczas gdy znacznie lepiej ufortyfikowany i korzystniej położony Wysoki Zamek był zamkiem typowo obronnym.
Według Kroniki katedralnej krakowskiej napisanej około 1370 roku Niski Zamek we Lwowie zbudował król Polski Kazimierz Wielki. Zamek ten zlokalizowano w północno-wschodnim narożniku rozplanowanego na polecenie króla miasta i zamek ten od początku był włączony w system murów miejskich. Zamek w swej pierwotnej formie przetrwał do pożaru w 1565 roku. Składał się z części murowanej z cerkwią a później kaplicą św. Katarzyny. Od strony miasta znajdowała się kuchnia, pomieszczenia dla duchownych, stajnie i pomieszczenia gospodarcze. Od XVI wieku zamek był siedzibą starosty, przechowywano tu również akta grodzkie. Po I rozbiorze Polski Austriacy nakazali rozebrać zabudowania. W poł. XIX wieku wzniesiono w miejscu części zabudowań Teatr Skarbkowski, reszta pozostała pustym placem, na którym mieści się od kilku lat targowisko („Lwowski wernisaż”), m.in. staroci i wyrobów sztuki ludowej.